# Угільці
Угі́льці — село у складі Бугринської громади Рівненського району Рівненської області; населення — 339 осіб.

## Географія
Село лежить на лівому березі річки Горині. Неподалік від села, над дорогою до села Бугрин, росте найстаріша тополя України віком понад 200 років — Угілецька тополя.

## Історія
У 1906 році село Бугринської волості Острозького повіту Волинської губернії. Відстань від повітового міста 25 верст, від волості — 3. Дворів 66, мешканців 435.

## Населення

### Мова
Розподіл населення за рідною мовою за даними перепису 2001 року:
| Мова       | Кількість | Відсоток |
| ---------- | --------- | -------- |
| українська | 336       | 99.12%   |
| російська  | 3         | 0.88%    |
| Усього     | 339       | 100%     |

## Відомі уродженці
Рудько Сергій Олексійович — кандидат історичних наук, доцент кафедри міжнародних відносин, завідувач кафедри країнознавства Національного університету «Острозька академія»..